# Combat film
Un combat film è un filmato realizzato da cineoperatori militari durante i combattimenti.
Nella seconda guerra mondiale vennero costituite dagli statunitensi delle unità preposte alla realizzazione di tali documentari: spesso operanti in prima linea, gli operatori documentavano integralmente le scene di guerra.
Alla realizzazione di questi documentari hanno partecipato talvolta anche grandi registi del cinema americano come John Huston e Billy Wilder.

## I Combat Film in Italia
I girati durante la campagna d'Italia dagli operatori della Quinta Armata americana furono trasmessi in TV su Rai 1 a cura di Leonardo Valente e Roberto Olla all'interno di un ciclo di trasmissioni notturne condotte da Vittorio Zucconi. Combat Film andò in onda nel 1994 e diede luogo fino al 1995 a un'omonima collana di VHS di 45' circa ciascuna edite dalla Rai e dal gruppo editoriale Bramante, realizzate da Roberto Olla con Italo Moscati, e distribuite con successo nelle edicole con cadenza quindicinale. Roberto Olla ha realizzato per RaiTre il docufilm “Alleati” basato sui Combat Film con interviste originali ai combat-cameramen americani impegnati in Italia durante la seconda guerra mondiale. Roberto Olla e Vittorio Argento hanno realizzato anche il ciclo Combat Radio, per Rai Radio 1, con le registrazioni originali dei corrispondenti di guerra. Queste le uscite di Combat film. 1943-1945, la guerra in Italia:
- I, Buchenwald. Dalla caduta della Tunisia all'apertura dei lager
- II, Caccia ai fascisti. Dall'arresto dei gerarchi in Sicilia all'autopsia di Mussolini
- II bis, La guerra di John Huston
- III, La resa dei tedeschi. Dalla cattura di soldati e ufficiali alla firma dell'atto di resa
- IV, Le donne e la guerra. In primo piano, in tanti ruoli: partigiane, collaborazioniste, crocerossine, operaie...
- V, La guerra sporca.  Gli Alleati e la guerra chimica: resta ancora il mistero
- VI, Trieste, terra di nessuno
- VII, Operazione Workshop. La caduta di Pantelleria
- VIII, Cobelligeranti. La ricostruzione dell'esercito italiano al fianco degli alleati
- IX, La guerra in casa. Città dopo città il fronte risale la penisola
- X, La liberazione. L'arrivo degli eserciti Alleati da Palermo a Ferrara
- XI, Gente comune. La popolazione civile al passaggio del fronte
- XII, Alle armi. Le formazioni partigiane filmate dagli Alleati
- XIII, Gli Alleati. Le truppe straniere a fianco degli anglo-americani
- XIV, La fame. Gli aiuti degli alleati alla popolazione italiana
- XV, Guerra all'arte. Distruzioni e trafugamenti del nostro patrimonio artistico
- XVI, Sbarco in Italia. Sbarchi e propaganda nei filmati americani, inglesi e tedeschi
- XVII, Prigionieri. Internati italiani nei campi americani, russi e tedeschi
- XVIII, Al di la delle macerie
- XIX, Roma. I bombardamenti e la liberazione
- XX, Guerra tra le nuvole. Il ruolo dell'aviazione nella Campagna d'Italia
- XXI, Cassino. Il bombardamento alleato dell'abbazia
- XXII, Inediti italiani. I filmati amatoriali ritrovati dai nostri lettori
- XXIII, Armati di cinepresa. I combat-cameramen americani.

Videorai pubblicò nel 1994 anche la VHS Gli inediti di Combat film di Roberto Olla e Leonardo Valente.
Nel 2005 Rai Trade pubblicò Combat film, una riduzione di 526' dell'opera già descritta per la regia di Luciana Mascolo in 6 DVD.
Nel marzo 2007 l'Istituto Luce ha prodotto il DVD Combat Film. Gli alleati in Italia di Leonardo Tiberi, della durata di un'ora.